# Christian Frimodt-Møller
Christian Frederik Frimodt-Møller, född 1877, död 1943, var en dansk missionsläkare.
Frimodt-Møller blev läkarmissionär i Danska missionssällskapet i Indien 1907. Under hans ledning byggdes ett missionssjukhus i Tirukkoyilur 1908–1913. 1914 blev han överläkare vid de sydindiska missionernas gemensamma tuberkulossanatorium Arogyavaram i Madanapalle. Frimodt-Møller var även ordförande i The Christian Medical Association of India 1929–1933 samt ledamot av styrelsen för The National Christian Council for India 1931–1934 och för Madras Medical Council 1929–1934. Bland hans skrifter märks Møderne Kønsproblemer (1929) och Evangeliets Forkyndelse i Indien (1935).